# Banyamulenge
Els banyamulenge, també anomenats "tutsis congolesos", és un terme històric en referència a l'ètnia tutsi concentrada a l'altiplà de Kivu del Sud, a la zona oriental de la República Democràtica del Congo, prop del trifini amb Burundi, Congo i Ruanda.

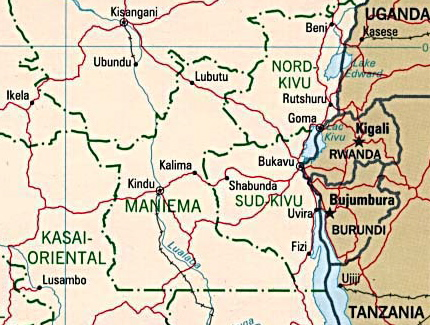
Mapa de la República Democràtica del Congo Oriental

Els banyamulenge formen una minoria de la població de Kivu del Sud. Grups ètnics rivals en la dècada de 1990 afirmaven que els banyamulengue no sumaven més de 35.000, mentre que els simpatitzants afirmen que els banyamulenge superen fins a deu vegades aquest nombre. La població banyamulengue a principis del segle XXI s'estima entre 50.000 i 70.000 per René Lemarchand o per Gérard Prunier al voltant de 60.000–80.000, xifra al voltant del 3-4 per cent de la població total provincial.
Lemarchand assenyala que el grup representa "un cas únic d'etnogènesi". Els banyamulenge de Kivu Sud són culturalment i socialment diferents dels tutsis de Kivu del Nord i dels Tutsi que van fugir a Kivu del Sud en la revolució ruandesa de 1959-1962. La majoria dels banyamulenge parlen kinyarwanda, i tenen un dialecte que és una forma diferent d'altres grups de parla kinyarwanda. La posició política i social ambigua dels banyamulenge ha estat un punt de contenció a la província. Els banyamulenge van tenir un paper clau en les tensions durant la Primera Guerra del Congo de 1996-97 i en la Segona Guerra del Congo de 1998-2003.

## Orígens i primer estatut polític
En comparació amb la història dels parlants de kinyarwanda a Kivu del Nord, compost d'hutus i tutsis, la història dels banyamulenge és relativament senzilla. Els banyarwanda podrien haver emigrat des de l'àrea de Ruanda al segle xvii.
Però el primer registre significatiu d'influx banyarwanda a Kivu del Sud està datat en la dècada de 1880. Es donen dues raons per a la seva migració: els migrants estaven compostoes de tutsis que tractaven d'evitar els cada vegada més alts impostos pel Mwami Rwabugiri del regne de Rwanda. En segon lloc, el grup fugia de la violenta guerra de successió que va esclatar el 1895 després de la mort de Rwabugiri. Aquest grup estava format majoritàriament tutsis i els seus abagaragu (clients) hutu, que havien estat icyihuture (convertit en tutsi), el que negava la tensió interètnica. Es van instal·lar per sobre de la plana de Ruzizi a les muntanyes Itombwe. L'altiplà, que tenia una altitud de 3000 metres, no podia donar suport a l'agricultura a gran escala, però permetia pasturatge pel bestiar.
Continuaren arribant emigrants banyarwanda, particularment com a treballadors migrants durant el període colonial. La Unió Minera de l'Alt Katanga va reclutar més de 7.000 treballadors de 1925 a 1929. A partir de la dècada de 1930, els immigrants banyarwanda congolesos van continuar venint a la recerca de treball, amb una gran afluència de refugiats tutsis en 1959-1960 després de la "Revolució Social" liderada pel hutu Grégoire Kayibanda. Tot i que els primers migrants vivien principalment com a pastors a les planes altes, els immigrants laborals colonials es van traslladar a zones urbanes. Els refugiats van ser col·locats en camps de refugiats. En 1924, els pastors van rebre el permís de les autoritats colonials per ocupar un altiplà alt, més al sud.
Els grups van rebre més immigrants durant les persecucions anti-tutsi de 1959, 1964 i 1973. Molts banyamulenge es va unir inicialment a la rebel·lió Simba de 1964-1965, però van canviar de bàndol quan els rebels, fugint dels mercenaris de Jean Schramme i de les tropes del govern, marxaren a l'altiplà i va començar a matar el bestiar dels banyarwanda per menjar. Els tutsis es van aixecar, acceptant armes de les forces proMobutu Sese Seko i ajudant a derrotar els rebels restants. A causa que molts dels morts eren rebels dels veïns bembes, aquest incident va crear una font duradora de tensió intragrup. El govern va premiar als esforços banyamulenge nomenant individus com a alts càrrecs a la capital Bukavu, mentre que els seus fills anaven a escoles missioneres. A partir d'aquest moment, Lemarchand afirma: "A partir d'una comunitat rural, aïllada i endarrerida, els banyamulenge aviat seria cada vegada més conscients de si mateixos com a força política."
Després de la guerra, el grup va aprofitar un entorn polític favorable per expandir el seu territori. Alguns es van traslladar cap al sud cap al port de Moba i Kalemi, mentre que altres es van traslladar a la plana de Ruzizi, on uns pocs es van convertir en caps entre els barundi a través de regals de bestiar. Uns altres van anar a treballar a Bukavu, la capital provincial, o Uvira, una ciutat que va experimentar un boom econòmic per la carrera de l'or. Aquests habitants urbans podria fer una vida benestant amb la venda de carn i llet de les seves vaques als cercadors d'or, tot i que el grup no tenia connexions polítiques a Kinshasa i l'àmplia classe educada que posseïen els banyarwanda de Kivu del Nord.
A diferència dels barundi, els banyarwanda de Kivu del Sud no tenen la seva pròpia autoritat nativa i, per tant, confiaven en els caps locals de la zona en que s'havien establert. Els pastors es van situar dins de tres "territoris": Mwenga, habitada pels lega; Fizi pels bembes; i Uvira, habitat pels vira, bafuliro i barundi. El terme "banyamulenge" es tradueix literalment com a "poble de Mulenge", un agrupament de les muntanyes Itombwe. Vas escollir el nom "banyamulenge" a començament de la dècada del 1970 per evitar el nom "banyarwanda" i ser considerats estrangers. Es van produir tensions ètniques contra els tutsis després del final del període colonial, així com durant la matança d'hutus a Burundi de 1972. Com a resposta els tutsi semblen haver intentat distanciar-se de llur etnicitat com a ruandesos i reclamar una identitat territorial com a residents de Mulenge. A mesura que es movien, continuaven aquesta pràctica. Alguns tutsi banyarwanda a Kivu del Sud s'autoanomenen Banya-tulambo i Banya-minembwe, segons els llocs on són situats.

## Tensions polítiques (1971–1992)
Després de 1971 aquestes pràctiques es van considerar més controvertides. El decret de ciutadania de 1971 del president Mobutu Sese Seko concedia la ciutadania als banyarwanda que havien arribat com a refugiats de 1959 a 1963. Tanmateix alguns líders, com el cap de gabinet Barthélémy Bisengimana, qüestionen que aquest canvi fos un signe alarmant del creixent impacte dels banyarwanda en l'administració. En 1976 es va usar àmpliament per primera vegada la paraula "banyamulenge" després que Gisaro Muhazo, ministre del parlament de Kivu del Sud, va començar una iniciativa per reclassificar els banyamulenge de Mwenga, Fizi i Uvira en una sola entitat administrativa. L'intent de Muhazo va fallar, però el termini que va introduir va romandre. Durant dècades, s'ha utilitzat com una etiqueta calaix de sastre per als tutsis de Kivu.
Com a reacció a l'aparentment creixent influència dels banyamulenge, les majories ètniques, en particular els nande i hunde de Kivu del Nord es van centrar en dominar les eleccions legislatives de 1977. Un cop aconseguit, van aprovar la llei de ciutadania de 1981, que establia que només aquells que poguessin provar la descendència d'una persona resident al Congo en 1885 podrien assolir a la ciutadania. Des de la perspectiva dels grups ètnics "indígenes", com els bafuliro, el nom "banyamulenge" era una reivindicació dels natius a Mulenge, però els propis bafuliro reclamen la "propietat" d'aquesta àrea.
No obstant això, la llei ha trobat dificultats per ser aplicada en el moment de les eleccions de l'assemblea provincial 1985, per la qual cosa la majoria "indígena" de Kivu va aprovar una mesura ad hoc: als banyarwanda se'ls va permetre votar a les eleccions, però no presentar-se com a candidats polítics. Això semblava agreujar la situació, ja que aquells banyarwanda qualificats com a ciutadans sota la llei de 1981 encara troben restringits els seus drets polítics. Alguns banyarwanda, particularment tutsi, va trencar urnes en protesta. Altres van formar Umoja, una organització de tots els banyarwanda congolesos. Tanmateix l'increment de la tensió entre els banyarwanda va portar a la divisió de l'organització en dos grups tutsi i hutu en 1988.
La Conferència Nacional Sobirana de 1991 (CNS) era un signe de la consistència cada vegada més gran de les forces anti-Mobutu i va mostrar com el banyarwanda congolesos estaven en un estat de gran tensió. Després del començament de la Guerra Civil ruandesa en 1990, molts joves tutsis a Kivu va decidir travessar la frontera per unir-se als rebels protutsis del Front Patriòtic Ruandès (FPR) en la seva lluita contra el govern prohutu de Ruanda. En resposta, el govern de Mobutu va implementar la Mission d'Identification de Zaïrois au Kivu per identificar els banyarwanda no zairesos, usant el final de la Conferència de Berlín com punt de divisió. Molts banyarwanda les famílies dels quals havien arribat com a treballadors colonials van ser classificats com a estrangers, provocant que encara més joves s'unissin al FPR. L'efecte global de la CNS va ser enfortir la tendència dels congolesos "indígenes" de diferenciar els tutsi dels hutus, i classificar tots els tutsis banyarwanda com a "Banyamulenge". També subratlla la fragilitat de la seva posició política als Banyamulenge. Dins dels Banyarwanda en els Kivus, els hutus va començar a definir-se com a "indígena" en comparació amb els tutsis, que cada vegada més es veien com que devien lleialtat als grups estrangers.

## Conflicte (1993–1998)
El 1993 el tema de la terra i de les reivindicacions indígenes a les províncies de Kivu va esclatar en un conflicte sagnant. Els propietaris hutus i alguns tutsis van començar a comprar les terres dels hutu pobres i bahunde del regne de Wanyanga a Masisi, Kivu del Nord. Després d'haver estat desplaçats, un miler de persones van anar a Walikale, exigint el dret a elegir els seus propis líders ètnics. Els banyanga, insistint que només "els indígenes" podrien reclamar aquest dret consuetudinari, va començar a lluitar amb els hutus.
Els mil que van tornar a Masisi, on els propietaris hutu i banyarwanda en general, van donar suport al reclam banyarwanda als drets "indígenes". El govern va enviar la Divisió Especial Presidencial (DSP) i la Guàrdia Civil per restablir l'ordre. Mal subministrades, les forces de seguretat es van veure obligades a viure fora de la població local: el DSP dels rics hutus i la Guàrdia Civil dels bahunde i hutus ordinaris. La DSP semblava ser la protecció dels drets dels "no indígenes" (sobretot hutus) contra els "indígenes" (principalment bahundes), el que va provocar la indignació i l'augment de l'abast del conflicte. Una estimació és que entre 10.000 i 20.000 persones van morir; altres 200.000 persones es van veure obligades a fugir de les seves llars.
A la fi de 1993, prop de 50.000 refugiats de Burundi de la Guerra Civil de Burundi va començar a arribar a dojo a Kivu del Sud. L'any següent van ser seguits per gairebé un milió de refugiats majoritàriament hutus del genocidi de Ruanda provocant la crisi de refugiats dels Grans Llacs. El govern hutu responsable del genocidi anava amb els refugiats; van convertir els camps de refugiats en bases armades des de les quals podrien llançar atacs contra el recentment victoriós govern del FPR a Ruanda. L'afluència de refugiats va canviar dramàticament la situació dels banyamulenge.
Els tutsis congolesos a Kivu del Nord van ser amenaçats pels nous campaments militars hutus, mentre que el govern tutsi de recent creació a Ruanda els va donar un lloc segur on anar. El seu perill va ser subratllat per una comissió encapçalada per Mambweni Vangu, que va declarar que tots els banyarwanda eren refugiats i que calia que tornessin a Ruanda. L'abril del 1995 Anzuluni Mbembe, el copresident del Parlament del Congo, va signar una resolució afirmant que tots els banyamulengue eren refugiats recents (independentment de quant temps havien viscut al Congo) i proporcionava una llista dels banyamulenge que serien expulsats del país. Entre març i maig de 1996, els tutsis restant a Masisi i Rutshuru van ser identificats i expulsats a camps de refugiats a Gisenyi. Els bahunde, forçat pels hutu també s'hi van refugiar.
La situació al sud de Kivu va trigar més a desenvolupar-se. Una vegada que els refugiats de 1994 havien arribat, les autoritats locals van començar a apropiar-se dels béns de propietat banyamulenge a la vall amb el suport de Mbembe. Amenaçats tant pels hutus armats al nord i un exèrcit congolès que els prenia propietats i terres, els banyamulenge de Kivu del Sud van viure del subministrament transfronterer d'armes i entrenament del FPR. A mesura que proliferaven les amenaces, cada Autoritat Nativa formava la seva pròpia milícia. Finalment, al novembre de 1996, l'Aliança de Forces Democràtiques per a l'Alliberament del Congo (AFDL) recolzada pel FPR, al que es van unir les milícies banyamulenge, van travessar la frontera i van desmantellar els camps, abans de continuar a Kinshasa i enderrocar Mobutu. Les files de l'AFDL van eren compostes en gran part per banyamulenges que van omplir la majoria dels càrrecs administratius a Kivu del Sud després de la caiguda de Bukavu.
Com es va documentar al DRC Mapping Exercise Report per l'Oficina de l'Alt Comissariat de les Nacions Unides per als Drets Humans, l'èxit de la invasió va provocar matances per venjança dels tutsis banyarwanda contra els seus oponents. Potser sis mil hutu van ser purgats en el cap de setmana després de la captura de la ciutat per l'AFDL. Era pitjor a Kivu del Sud, on els banyamulengue establiren puntuacions locals i els soldats del FPR semblaven confondre el genocidi amb els hutus amb els "indígenes" congolesos. Un intel·lectual a Bukavu que, d'altra manera, simpatitzava amb la reclamació banyamulenge a la ciutadania va declarar:
| « | Els banyamulenge van conquerir els seus drets per les armes però les lluites entre ells i la població local va créixer. L'actitud dels soldats tutsis durant i després de la guerra els havien fet més detestables per la població degut als assassinats i tortures. Per exemple, aniran al poble, atacaran tot el bestiar, diran a la població que han d'aprendre a mantenir el bestiar; tenim ramats; sabem de bestiar. A Bukavu, van entrar i van robar a les cases. No tant a Goma. El resultat és que la població està més preocupada per la presència tutsi. | » |

## Segona Guerra del Congo (1998–2003)
La situació esdevingué més polaritzada amb el començament de la Segona Guerra del Congo en 1998. Els que havien dut a terme les matances de hutus formaren part de la força militar al poder als Kivus. Mentrestant, el govern congolès de Laurent-Désiré Kabila va instar la població "indígena" no sols a lluitar contra l'invasor EPR (Exèrcit Patriòtic Ruandès), sinó també els civils tutsis congolesos, els més afectats per ser banyamulenge. Coincidència d'acció amb les paraules, les milícies "indígenes" de Kabila Mai-Mai i les milícies hutu congoleses, així com el genocides (els que havien dut a terme matances abans i durant el genocidi de 1994 a Ruanda, en que prop d'un milió de ruandesos, principalment tutsis van ser assassinats pels seus veïns hutus) en resposta al subministrament d'armes del FPR als banyamulenge.
Les diverses milícies banyamulenge i les forces de govern de Ruanda se separarej a causa dels desacords sobre els motius de l'aixecament després de l'establiment de la RDC-Goma. A principis de 2002 van tenir lloc enfrontaments extensius a l'altiplà de Kivu del Sud després que el comandant Patrick Masunzu, llavors un oficial tutsi del moviment rebel Reagrupament Congolès per la Democràcia-Goma (RCD-Goma) recolzat per Ruanda, va rebre suport dels banyamulenge en un aixecament contra la direcció del RCD-Goma.
Pel 2000 els banyamulenge es van veure voltats a l'altiplà per congolesos Mai-Mai el Forces per la Defensa de la Democràcia de Burundi, i els hutus ruandesos de l'Exèrcit per l'Alliberament de Ruanda (ALIR). No van ser capaços de dur a terme activitats econòmiques bàsiques sense la seguretat que els ofereix el RCD-Goma. Nombroses famílies van fugir de la relativa seguretat de la capital de Burundi Bujumbura. No obstant això, banyamulengue compon gran part de l'ala militar del RCD, l'Armée Nationale Congolaise (ANC), i controla les localitats de Fizi, Uvira i Minembwe.
L'agost de 2004 uns 166 refugiats banyamulenge foren massacrats al camp de refugiats de Gatumba, Burundi per una força composta majoritàriament de rebels del Front d'Alliberament Nacional.